# Bohuslavice (district de Prostějov)
Pour les articles homonymes, voir Bohuslavice.
Bohuslavice (en allemand : Bohuslawitz) est une commune du district de Prostějov, dans la région d'Olomouc, en République tchèque. Sa population s'élevait à 439 habitants en 2023.

## Géographie
Bohuslavice se trouve à 20 km au nord-ouest de Prostějov, à 22 km à l'ouest d'Olomouc, à 54 km au nord-est de Brno et à 188 km à l'est-sud-est de Prague.
La commune est limitée par Luká au nord, par Vilémov et Olbramice à l'est, par Laškov et Raková u Konice au sud, par Hačky et Polomí à l'ouest.

## Histoire
La première mention écrite de la localité remonte à 1288.

## Transports
Par la route, Bohuslavice se trouve à 7,5 km de Konice, à 24 km de Prostějov, à 25,4 km d'Olomouc et à 239 km de Prague.